# Hvar fjortonde dag
Hvar fjortonde dag var ett tv-program som sändes i SVT 1965–1972. Programmets skapare och upphovsman var Ulf Thorén.
Hvar fjortonde dag var ett för sin tid nyskapande veckomagasin med diverse upptåg och galenskaper. En återkommande gäst i programmet var Cornelis Vreeswijk, och andra flitigt förekommande medverkande inkluderade Kalle Sändare, Bengt Sändh, Gösta Linderholm och Sveriges jazzband. Många minns fortfarande programmets vinjett med två rävar som korsar Riddarfjärdens is.
Namnet Hvar fjortonde dag var inspirerat av det för sin tid mycket välkända illustrerade magasinet Hvar 8 dag och som blandade aktuella händelser med längre biografiska texter och personporträtt.